# Casa Huguet (Torredembarra)
La Casa Huguet és una obra modernista de Torredembarra (Tarragonès) protegida com a Bé Cultural d'Interès Local.

## Descripció

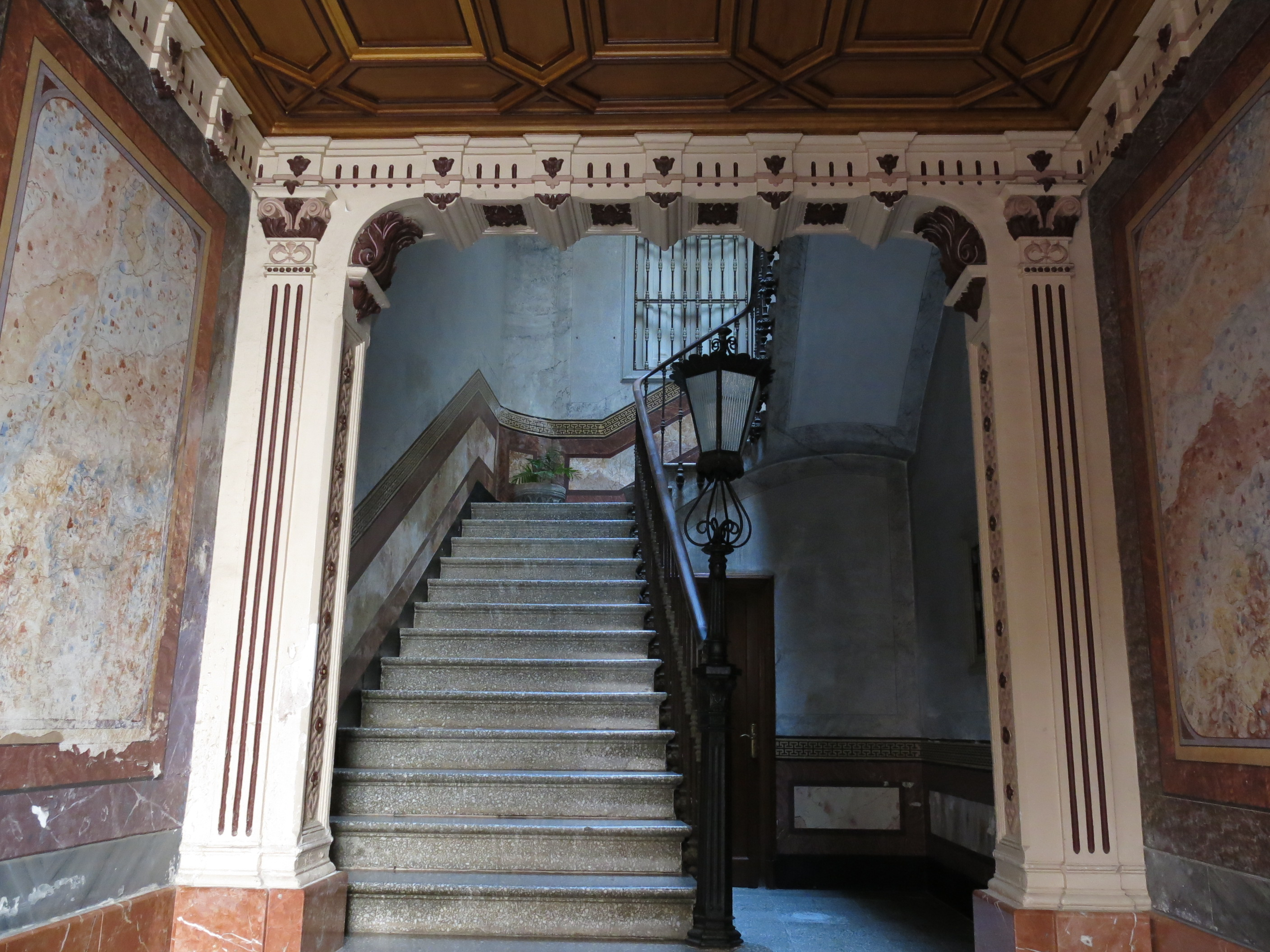
Vestíbul

La casa Huguet de Torredembarra destaca més per la seva decoració que no pas per la seva estructura arquitectònica.
La façana és senzilla, però cal destacar, de manera fonamental, el seu vestíbul amb uns molt bonics enteixinats, així com la distribució del forat de l'escala de gran amplitud i visibilitat. El treball de forja destacable és el de les picaportes en forma de bestioles de bronze.